# Paraphoxus alderi
Paraphoxus alderi är en kräftdjursart. Paraphoxus alderi ingår i släktet Paraphoxus och familjen Phoxocephalidae. Inga underarter finns listade i Catalogue of Life.